# St. Gallus (Steinhöring)

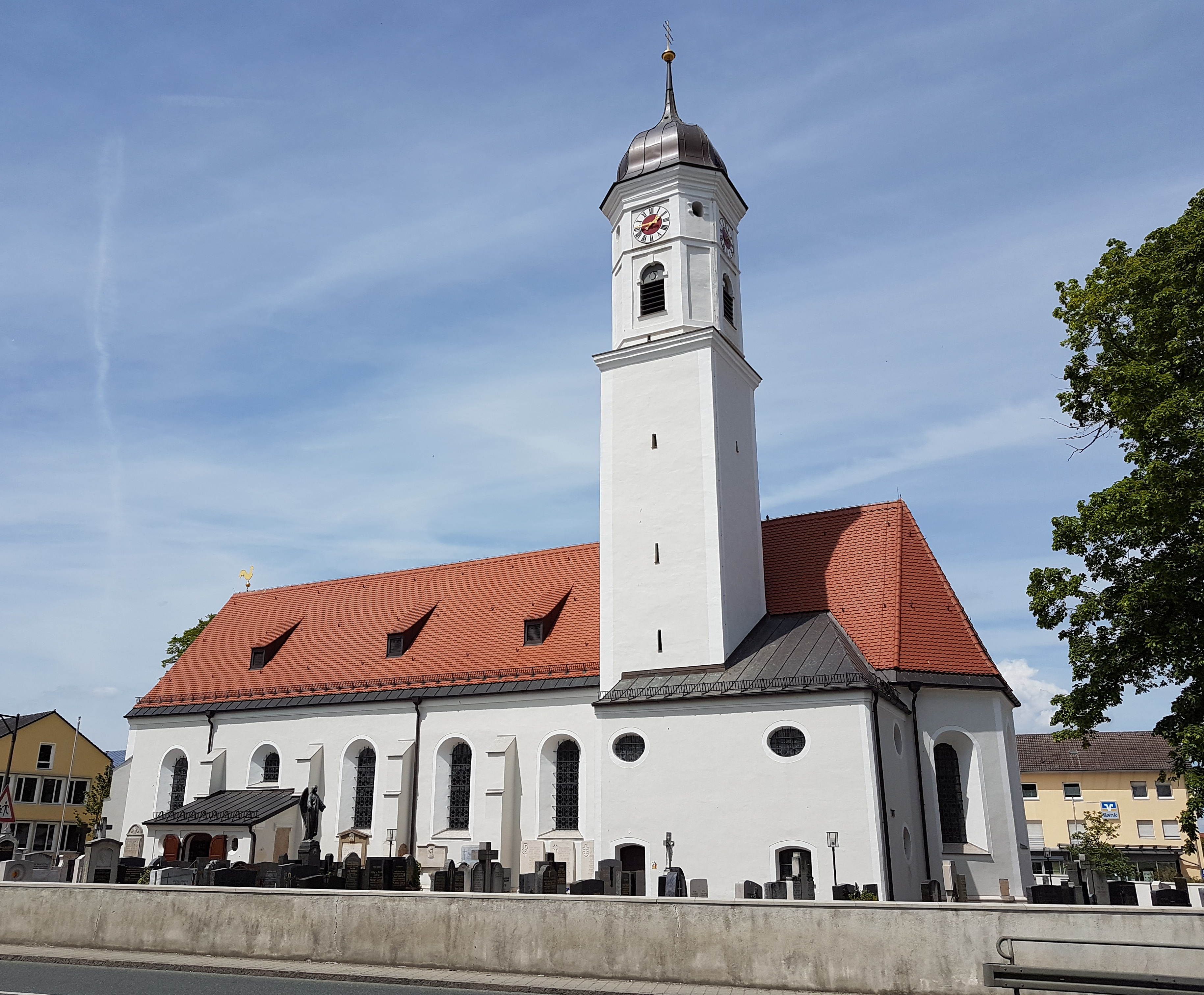
St. Gallus in Steinhöring

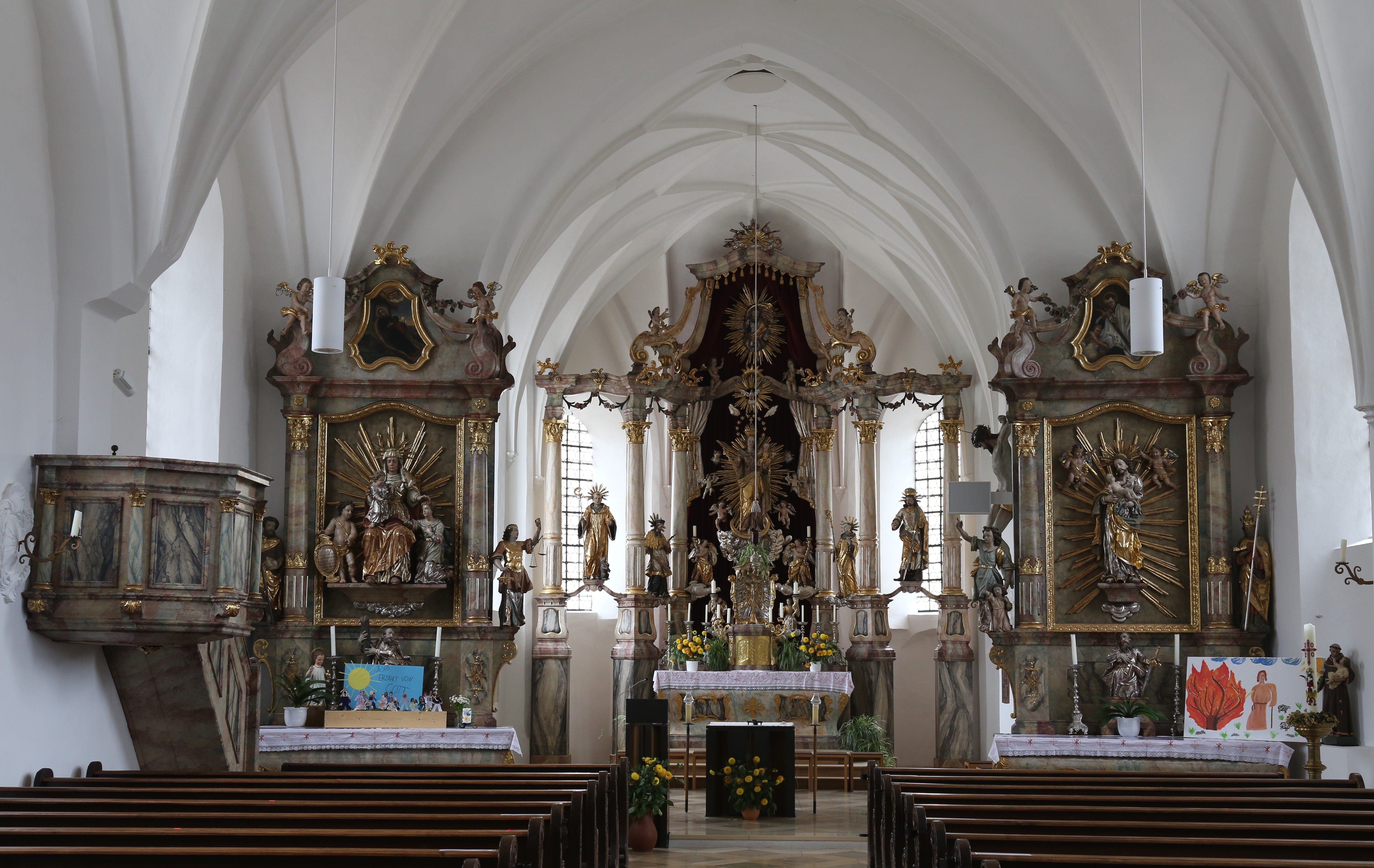
Innenraum

Die römisch-katholische Pfarrkirche St. Gallus steht in Steinhöring im oberbayerischen Landkreis Ebersberg. Sie ist in der Liste der Baudenkmäler in Steinhöring unter der Nr. D-1-75-137-6 eingetragen. Die Kirche gehört zum Pfarrverband Steinhöring im Dekanat Ebersberg (Erzbistum München und Freising). Kirchenpatron ist der heilige Gallus.

## Beschreibung
Die spätgotische Saalkirche wurde im späten 15. Jahrhundert erbaut und 1727 barock umgestaltet. Sie besteht aus dem von Strebepfeilern gestützten Langhaus, das 1849 um zwei Joche nach Westen verlängert wurde, dem eingezogenen, dreiseitig geschlossenen Chor im Osten und einem Chorflankenturm auf quadratischem Grundriss an der Südwand des Chors. Langhaus und Chor zusammen haben eine Länge von 35 m, das Langhaus ist 8 m breit. Die dem Turm 1727 aufgesetzten achteckigen Geschosse mit Glockenhaube enthalten den Glockenstuhl mit drei Glocken und die Turmuhr. Der Turm ist 37 m hoch. Die Glocken goss die Glockengießerei Bachert. Die Sakristei mit Oratorium im Obergeschoss steht an der Südostecke von Turm und Chor. Ein Vorbau an der Südwand des Langhauses führt zum Portal.
Die Kirche erhielt von 2014 bis 2016 eine umfassende Innenrenovierung. Am westlichen Ende des Dachfirsts wurde ein von der Künstlerin Eva Raiser-Johanson geschaffener vergoldeter „Gallushahn“ (lat. gallus = Hahn in Anspielung auf den Kirchenpatron) anstelle eines vorher vorhandenen Kreuzes angebracht. Im Chorraum wurden ein Zelebrationsaltar und ein Ambo in moderner Formensprache aufgestellt, speziell entworfen von der Künstlerin Sabine Straub, die auch einen neuen Osterleuchter und den Taufort schuf. Vorbild und Anhaltspunkt für ihre Arbeit war die Architektur des Hochaltars mit ihren Säulen. So kennzeichnen auch den neuen Altar neben schimmernden Metallflächen vor allem Säulen. Zwölf Säulen sind von außen sichtbar. Eine zentrale Säule in der Mitte des Altars birgt das Reliquiar, in dem die Reliquien beigesetzt sind.
Die alten barocken Altäre, die weiterhin in der Kirche stehen, waren im Laufe der Jahrhunderte verändert worden. 1952 erhielten sie wieder ihre ursprüngliche Barockmarmorierung. Die Rückwand des Hochaltars wurde herausgenommen, sodass der seither lockere Aufbau licht und leicht wirkt. Beiderseits der Altarmensa erlauben es Opfergangsportale, den Altar zu umschreiten. Die barocken Figuren der Heiligen Gallus, Johannes Nepomuk, Heinrich und Leonhard umgeben die Skulptur der Madonna im Strahlenkranz im Mittelteil des Altars. Lange Zeit waren sie und das Jesuskind auf ihrem linken Arm in ein textiles Gewand gehüllt, das in keiner Weise dem Stil der übrigen Ausstattung entsprach. Über der Madonna sind Skulpturen des Heiligen Geistes in Gestalt einer Taube und darüber Gottes des Vaters als Herren der Welt. Im Altarauszug wurde als oberer Abschluss ein Auge Gottes mit dem Symbol der Heiligen Dreifaltigkeit hinzugefügt.
In Verbindung mit der Restaurierung des Hochaltars wurden 1952 aus beiden Seitenaltären die Altarbilder entfernt. An ihre Stelle kamen links Figuren der Anna selbdritt und rechts eine Statue des heiligen Josef. Die Tabernakel der Seitenaltäre, auf denen die Figuren gestanden hatten, wurden entfernt. Die früher neben dem Tabernakel des Hochaltars stehenden Halbfiguren des heiligen Petrus und des heiligen Paulus kamen an die Stelle der entfernten Tabernakel der Seitenaltäre. „Anna selbdritt“ ist die Gruppe der heiligen Anna, ihrer Tochter Maria und des Jesuskindes. Die Darstellung in Steinhöring zeigt Jesus auf dem Schoß der Großmutter; seine Mutter kniet daneben und schaut zu ihrem Kind hinauf, das sie anlächelt.

## Orgel

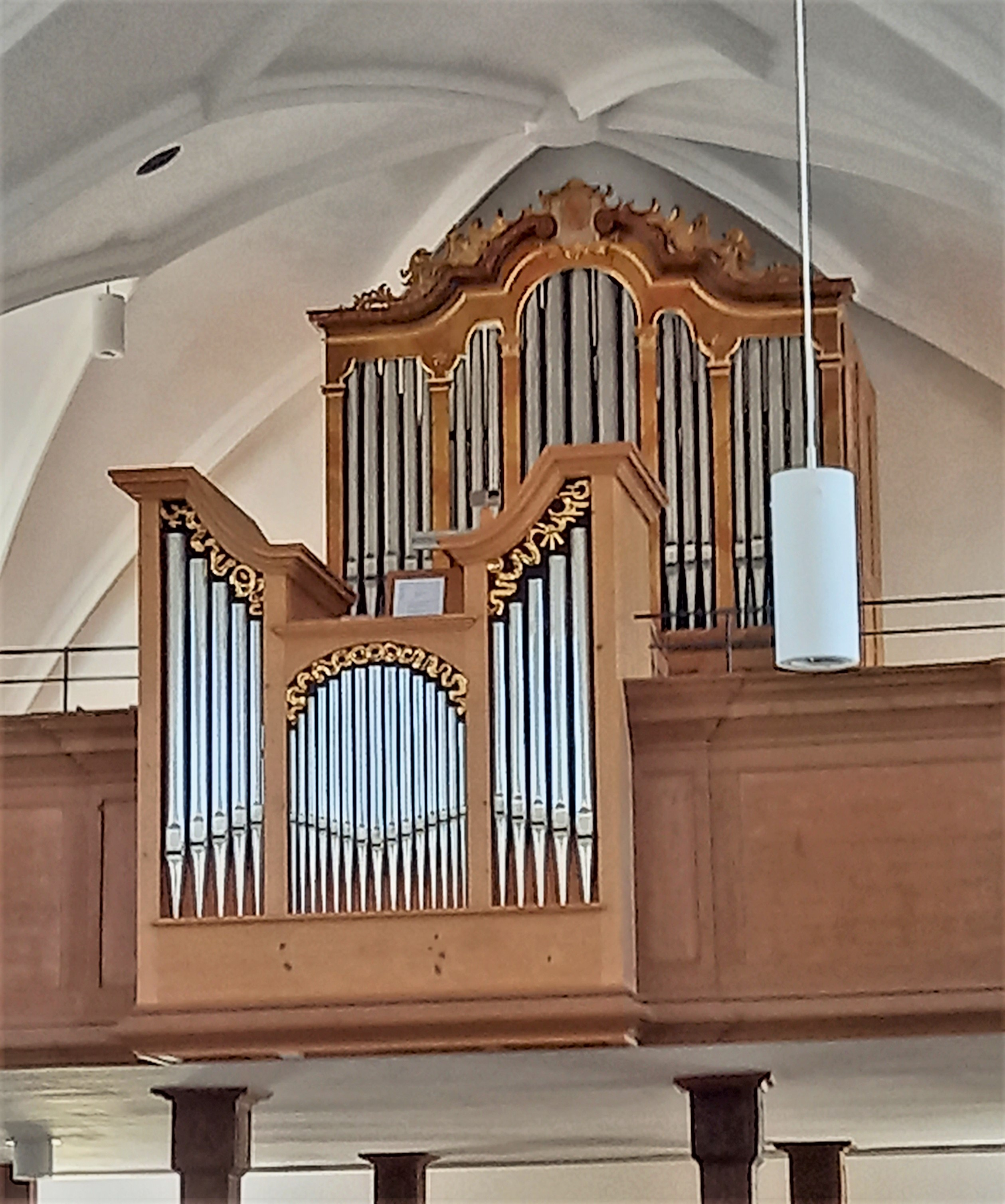
Staller-Orgel

Die heutige rein mechanische Schleifladen-Orgel auf der Empore mit 18 Registern auf zwei Manualen und Pedal wurde 1979 von Anton Staller gebaut. Vorher hatte es 1766, 1774 und 1908 Orgelneubauten gegeben, die letzte von G. F. Steinmeyer & Co. in Oettingen. Das Hauptwerk der Orgel von 1979 wurde in das Gehäuse des Vorgängerinstruments von Steinmeyer eingebaut.
Die Disposition lautet:
| I Hauptwerk |       |
| Principal   | 8′    |
| Spitzflöte  | 8′    |
| Octav       | 4′    |
| Sesquialter | 2 ⁄3′ |
| Principal   | 2′    |
| Mixtur IV   | 1 ⁄3′ |
| Trompete    | 8′    |

| II Rückpositiv |       |
| Gedeckt        | 8′    |
| Principal      | 4′    |
| Koppelflöte    | 4′    |
| Waldflöte      | 2′    |
| Quint          | 1 ⁄3′ |
| Cymbel III     | 1′    |
| Rohrschalmey   | 8′    |
| Tremulant      |       |

| Pedal     |       |
| Subbaß    | 16′   |
| Octavbaß  | 8′    |
| Choralbaß | 4′+2′ |
| Trompete  | 16′   |

- Koppeln: I/II, II/P, I/P